# Toshio Oida
Toshio Oida (jap. 笈田 敏夫, Oida Toshio; * 21. Februar 1925; † 9. September 2003) war ein japanischer Jazzsänger, stilistisch dem Swing und Mainstream Jazz verbunden. Er galt mit seinem an Bing Crosby, Frankie Laine und Perry Como angelehnten Gesangsstil als einer der populärsten Jazzsänger Japans seiner Zeit.

## Wirken
Toshio Oida begann seine Gesangskarriere in den frühen 1950er-Jahren in Tokyo; er trat zunächst vor allem in den Clubs zur Truppenunterhaltung der amerikanischen Armee auf. 1953 entstanden erste Aufnahmen, begleitet vom Blue Coats Orchestra (The Legendary Japanese Jazz Scene), 1954 mehrere Titel mit Ensemblebegleitung für Mercury Records (u. a. mit Mitsuru Ono und J. C. Heard). 1957 heiratete er die Opernsängerin Kaoru Uji.
Sein 1976 aufgenommenes Album It Was a Very Good Year (TBM, 1976) enthielt Standards wie „The Way You Look Tonight“, „Basin Street Blues“  und „I Got a Kick Out of You“ in Arrangements von Shoji Yokouchi. 1981 folgte das Album Longest Dream (Express), bei dem er u. a. von Toots Thielemans und Chikara Ueda begleitet wurde. Das Album Forever (1984, mit Hidehiko Matsumoto, Shoji Suzuki, Sakurako Ogyu, Tomoya Tsukahara, Isoo Fukui, Takaaki Nishikawa) bestand aus populären Songs wie „I’m Just a Lucky So and So“, „Love Is a Many Splendored Thing“, „My Funny Valentine“ und „The Man I Love“. In New York entstand 1989 das Album Goodnight Sweetheart, bei dem Oida u. a. von Al Grey, Bobby Tucker, Paul West und Grady Tate begleitet wurde. Im Bereich des Jazz war er zwischen 1953 und 1996 an zwölf Aufnahmesessions beteiligt.
Toshio Oida trat im Laufe seiner Karriere in zahlreichen japanischen Fernsehshows auf und wirkte in den Filmen Tokio Pigalle (1957, Regie Umetsugu Inoue), Abashiri bangaichi: Fubuki no tôsô (1967, Regie Teruo Ishii) und Kyôfu kikei ningen: Edogawa Rampo zenshû (1969, Teruo Ishii) mit.